# Serie A1 2006-2007 (hockey su prato maschile)

## Classifica
|  | Pos. | Squadra     | Pt | G  | V  | N | P  | GF | GS | DR  | PEN           |
|  | ---- | ----------- | -- | -- | -- | - | -- | -- | -- | --- | ------------- |
|  | 1.   | Bra         | 41 | 18 | 15 | 2 | 1  | 73 | 33 | +40 | 6 pt penaliz. |
|  | 2.   | Roma        | 41 | 18 | 12 | 5 | 2  | 59 | 32 | +27 |               |
|  | 3.   | Suelli      | 32 | 18 | 10 | 2 | 6  | 52 | 44 | +8  |               |
|  | 4.   | Amsicora    | 27 | 18 | 8  | 3 | 7  | 51 | 45 | +6  |               |
|  | 5.   | Lazio       | 27 | 18 | 8  | 3 | 7  | 38 | 38 | 0   |               |
|  | 6.   | Cernusco    | 22 | 18 | 6  | 4 | 8  | 49 | 53 | -3  |               |
|  | 7.   | Bondeno     | 22 | 18 | 7  | 1 | 10 | 34 | 52 | -18 |               |
|  | 8.   | CUS Torino  | 19 | 18 | 6  | 3 | 9  | 45 | 47 | -2  | 2 pt penaliz. |
|  | 9.   | Villafranca | 12 | 18 | 3  | 3 | 12 | 25 | 49 | -24 |               |
|  | 10.  | Superba HC  | 5  | 18 | 1  | 2 | 15 | 27 | 61 | -34 |               |

Legenda:

      Qualificate ai play-off scudetto
      Retrocesse in Serie A2 2007-2008

### Semifinali
| Squadra 1 | Squadra 2 | Risultato         |
| --------- | --------- | ----------------- |
| Bra       | Amsicora  | 16-17 giugno 2007 |
| Bra       | Amsicora  | 5 - 2 , 4-1       |
| Suelli    | Roma      | 16-17 giugno 2007 |
| Suelli    | Roma      | 2 -5 , 2-2        |

### Finale 1º/2º posto
| Squadra 1 | Squadra 2 | Risultato               |
| --------- | --------- | ----------------------- |
| Bra       | Roma      | 30 giugno-7 luglio 2007 |
| Bra       | Roma      | 1-1 , 3-4               |

## Verdetti
- HC EUR Roma: campione d'Italia.